# 6626 Mattgenge
6626 Mattgenge è un asteroide della fascia principale. Scoperto nel 1981, presenta un'orbita caratterizzata da un semiasse maggiore pari a 3,0237032 UA e da un'eccentricità di 0,3883860, inclinata di 2,12270° rispetto all'eclittica.